# 孙满
孙满（1995年8月22日—），中国男子赛艇运动员，2017年世界赛艇锦标赛男子轻量级双人双桨铜牌得主、2022年世界赛艇锦标赛男子轻量级四人双桨银牌得主、2022年亚洲运动会男子轻量级双人双桨金牌得主。